# Sherry Jones

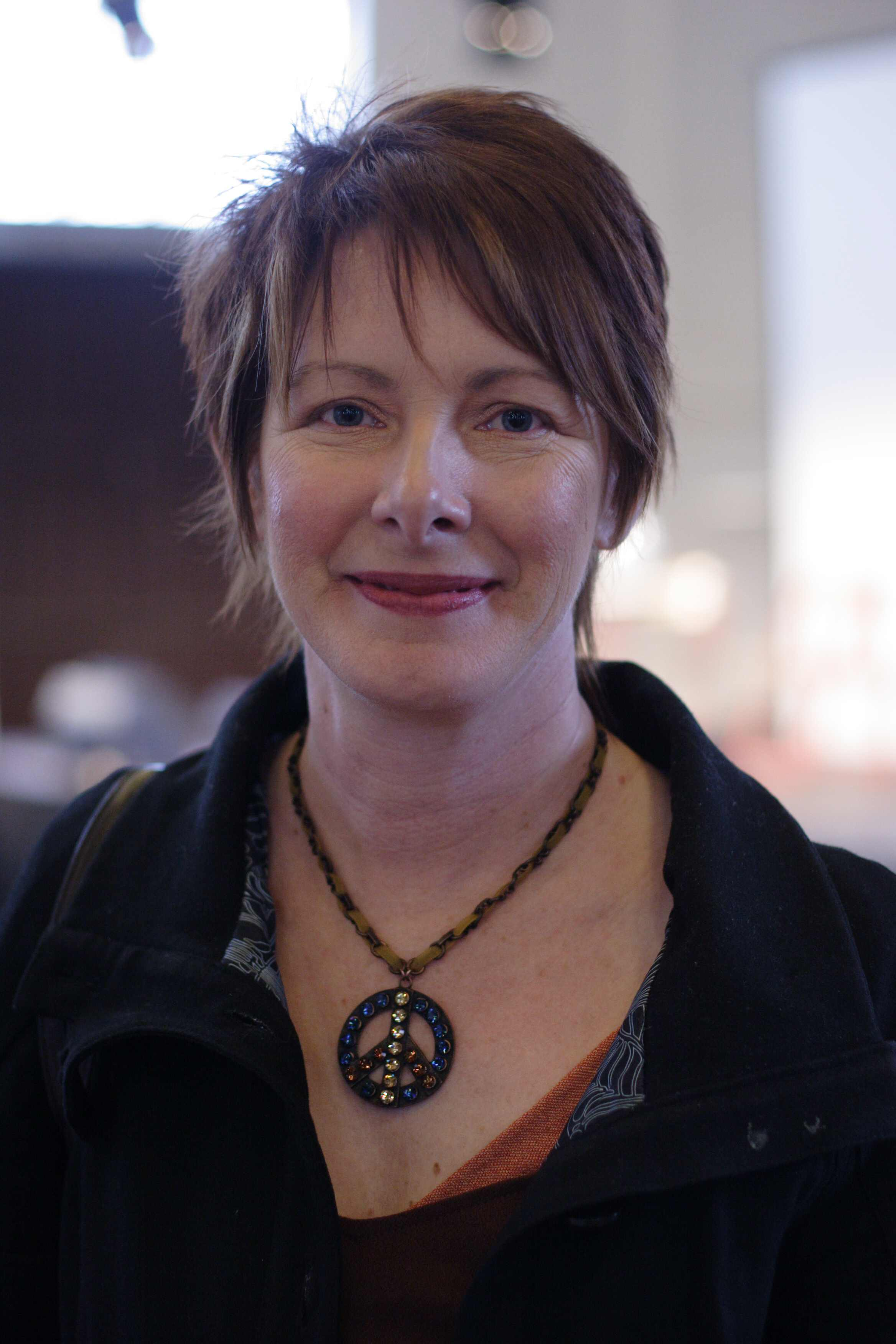
Sherry Jones

Sherry Jones (* 1961) ist eine US-amerikanische Schriftstellerin. Der Weltpresse wurde sie durch die Kontroverse um ihren Roman The Jewel of Medina (Das Juwel von Medina) bekannt.

## Leben
Jones stammt aus Spokane, Washington. Sie studierte arabische Geschichte und lernte Arabisch.

## The Jewel of Medina
Kurz vor der geplanten Veröffentlichung des Romans The Jewel of Medina (Das Juwel von Medina) über die Ehefrau Aischa bint Abi Bakr des muslimischen Religionsstifters Mohammed stoppte 2008 der Verlag Random House die Auslieferung. Als Begründung gab er an, die Veröffentlichung könnte Gefühle von Muslimen verletzen und Gewaltakte von Fanatikern provozieren. Offenbar hatte die Islamhistorikerin Denise Spellberg vor der Veröffentlichung gewarnt. Dieser Schritt erinnerte an die Absetzung der Oper Idomeneo 2006 in Berlin.
Der auch durch die Kontroverse um seinen Roman Die satanischen Verse bekannte britische Schriftsteller Salman Rushdie sprach von einer „Zensur aus Angst“. Der durch Das Gesicht Mohammeds bekanntgewordene dänische Zeichner Kurt Westergaard warf dem Verlag vor, klein beizugeben.
Der Roman erschien 2008 bei Beaufort Books in New York City, die deutsche Übersetzung im selben Jahr beim Pendo Verlag in Zürich.